# L'Unione
L'Unione è stata la coalizione che ha riunito i partiti del centro-sinistra italiano tra il 2004 e il 2008 con leader Romano Prodi. È stata fondata l'11 ottobre 2004 con il nome di Grande Alleanza Democratica, il 10 febbraio 2005 l'alleanza viene rinominata L'Unione, nata per riunire le forze del centro-sinistra riformista con quelle della sinistra, della sinistra radicale e del centro, in alternativa alla destra e al conservatorismo della coalizione Casa delle Libertà.
L'Unione si è presentata ufficialmente agli elettori in occasione delle elezioni regionali del 2005, conquistando il governo di 12 delle 14 regioni chiamate al voto, e successivamente alle elezioni politiche del 2006 che hanno portato alla costituzione del governo Prodi II. Ha rappresentato la prima esperienza politica italiana che ha fatto ricorso alle elezioni primarie per la scelta del proprio leader.
A seguito delle dimissioni del governo dopo un voto di sfiducia del Senato, la coalizione, già orfana dell'ala più a destra (Liberal Democratici, UDEUR), cessa di esistere l'8 febbraio 2008, quando cioè il Partito Democratico ufficializza l'intenzione di voler correre alle elezioni politiche del 2008 alleandosi solo con l'Italia dei Valori di Antonio Di Pietro e i Radicali Italiani.

## Composizione dell'alleanza

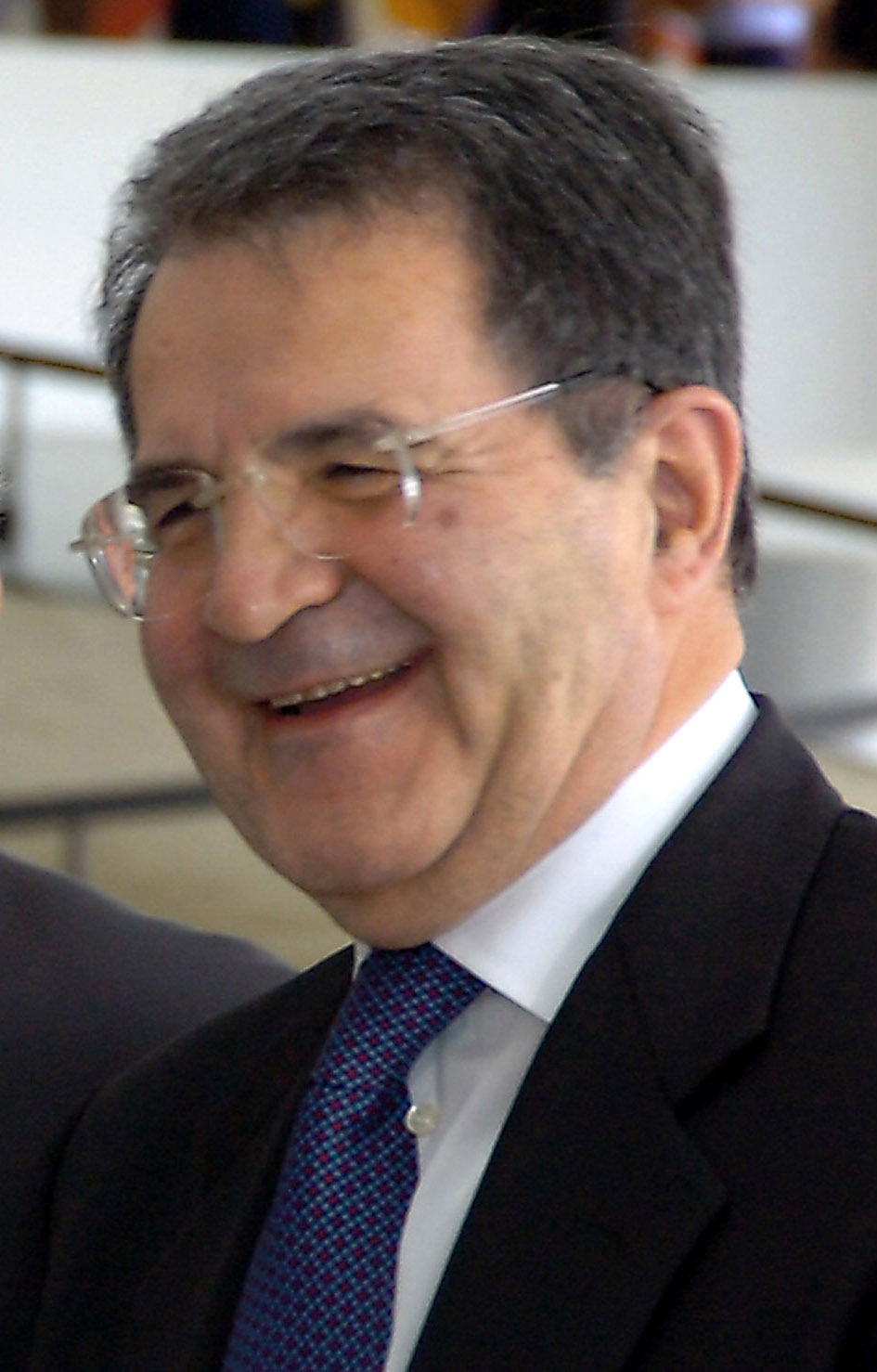
Romano Prodi, leader de L'Unione

| Partito | Partito                                        | Ideologia                 | Capo politico           | Note                                                                           |
| ------- | ---------------------------------------------- | ------------------------- | ----------------------- | ------------------------------------------------------------------------------ |
|         | L'Ulivo                                        | Socialismo liberale       | Romano Prodi            | Coalizione confluita                                                           |
|         | Democratici di Sinistra (DS)                   | Socialdemocrazia          | Piero Fassino           | Fondatore (confluito in PD e SD)                                               |
|         | Democrazia è Libertà - La Margherita (DL)      | Cristianesimo sociale     | Francesco Rutelli       | Fondatore (confluito in PD, UDpC e LD)                                         |
|         | Partito della Rifondazione Comunista (PRC)     | Comunismo                 | Fausto Bertinotti       | Fondatore                                                                      |
|         | Partito dei Comunisti Italiani (PdCI)          | Comunismo                 | Oliviero Diliberto      | Fondatore                                                                      |
|         | Italia dei Valori (IdV)                        | Legalitarismo             | Antonio Di Pietro       | Fondatore                                                                      |
|         | Federazione dei Verdi (FdV)                    | Ambientalismo             | Alfonso Pecoraro Scanio | Fondatore                                                                      |
|         | Popolari UDEUR (UDEUR)                         | Cristianesimo democratico | Clemente Mastella       | Fondatore (Nega la fiducia al Governo Prodi nel 2008)                          |
|         | Movimento Repubblicani Europei (MRE)           | Liberalismo sociale       | Luciana Sbarbati        | Fondatore                                                                      |
|         | Rosa nel Pugno (RnP)                           | Socialismo liberale       | Emma Bonino             | Dal 2005 (federazione tra Radicali Italiani e Socialisti Democratici Italiani) |
|         | I Socialisti Italiani (SI)                     | Socialdemocrazia          | Bobo Craxi              | Dal 2006                                                                       |
|         | Partito Pensionati                             | Tutela dei pensionati     | Carlo Fatuzzo           | Dal 2006 e per pochi mesi                                                      |
|         | Democrazia Cristiana (DC)                      | Popolarismo               | Giuseppe Pizza          | Dal 2006                                                                       |
|         | Partito Socialista Democratico Italiano (PSDI) | Socialdemocrazia          | Giorgio Carta           | Dal 2006                                                                       |
|         | Democratici Cristiani Uniti (DCU)              | Cristianesimo democratico | Giovanni Mongiello      | Dal 2006                                                                       |
|         | Lista Consumatori (LC)                         | Tutela del consumatore    | Carlo Rienzi            | Dal 2006                                                                       |
|         | Südtiroler Volkspartei (SVP)                   | Autonomismo               | Elmar Pichler Rolle     | Dal 2006                                                                       |
|         | Lega per l'Autonomia - Alleanza Lombarda (LAL) | Regionalismo              | Elidio De Paoli         | Dal 2006                                                                       |
|         | Partito Democratico Meridionale (PDM)          | Autonomismo               | Agazio Loiero           | Dal 2006 (confluito nel PD)                                                    |
|         | Liga Fronte Veneto (LFV)                       | Venetismo                 | Fabrizio Comencini      | Dal 2006                                                                       |
|         | Partito Democratico (PD)                       | Socialdemocrazia          | Walter Veltroni         | Dal 2007 (fusione di DS e DL)                                                  |
|         | Sinistra Democratica (SD)                      | Socialismo democratico    | Fabio Mussi             | Dal 2007 (scissione dei DS)                                                    |
|         | Unione Democratica per i Consumatori (UDpC)    | Tutela del consumatore    | Roberto Manzione        | Dal 2007 (scissione di DL)                                                     |
|         | Liberal Democratici (LD)                       | Liberalismo               | Lamberto Dini           | Dal 2007 (scissione di DL) (Nega la fiducia al Governo Prodi nel 2008)         |

Sono stati partiti fondatori della coalizione: 
- Democratici di Sinistra (DS), principale partito politico della sinistra italiana ispirato dalle istanze del socialismo democratico e della socialdemocrazia, con segretario Piero Fassino;
- La Margherita (DL), partito riformista di centro (cattolico-popolare, liberaldemocratico, socialdemocratico), con presidente Francesco Rutelli;
- Partito della Rifondazione Comunista (PRC), ispirato dall'eurocomunismo, con segretario Fausto Bertinotti;
- Partito dei Comunisti Italiani (PdCI), di stampo comunista, con segretario Oliviero Diliberto;
- Italia dei Valori (IDV), movimento legalitario guidato da Antonio Di Pietro;
- Socialisti Democratici Italiani (SDI), partito di tradizione socialdemocratica e riformista, guidato da Enrico Boselli;
- Federazione dei Verdi, partito ambientalista e pacifista collocato nell'area della sinistra, guidato da Alfonso Pecoraro Scanio;
- Popolari UDEUR, partito centrista e cristiano-democratico, guidato da Clemente Mastella;
- Movimento Repubblicani Europei (MRE), movimento d'ispirazione laico-repubblicana guidato da Luciana Sbarbati.

Successivamente:
- nel novembre 2005 si è celebrato l'ingresso dei Radicali Italiani, che hanno stretto un rapporto di collaborazione con i Socialisti Democratici Italiani, dando origine ad una federazione che si presentò alle elezioni con il nome di Rosa nel Pugno;
- nel febbraio 2006 ha aderito alla coalizione il partito I Socialisti Italiani, nato da una scissione tra i socialisti del centrodestra, guidato da Bobo Craxi;
- alle elezioni politiche del 2006 si sono presentati nell'alleanza anche il Partito Pensionati (che, però, ha lasciato l'alleanza pochi mesi più tardi), il movimento della Democrazia Cristiana (che sarà riconosciuto successivamente titolare del nome e del simbolo storico del partito), il Partito Socialista Democratico Italiano (PSDI), i Democratici Cristiani Uniti (DCU), la Lista Consumatori e i movimenti regionali Südtiroler Volkspartei (SVP), Lega per l'Autonomia - Alleanza Lombarda (LAL), Partito Democratico Meridionale (PDM) e Liga Fronte Veneto (LFV).

La base politica della coalizione è costituita da L'Ulivo, accordo fondamentale tra i due partiti maggiori (DS e Margherita) nonché asse riformista della coalizione, che il 14 ottobre 2007 sfocia nella costituzione del Partito Democratico (PD), eleggendo - attraverso elezioni primarie - il suo segretario nazionale in Walter Veltroni.
Si formano, successivamente, all'interno dell'Unione i seguenti partiti e movimenti:
- Sinistra Democratica, nata il 5 maggio 2007 in contrarietà alla decisione dei DS di dare vita al Partito Democratico: si riconosce nell'area del socialismo europeo[4] con coordinatore Fabio Mussi;
- Unione Democratica per i Consumatori, fondata il 29 settembre 2007 da Willer Bordon e Roberto Manzione, già esponenti della Margherita, contrari al percorso di costituzione del PD e sostenitori della creazione di una formazione centrista e liberale;
- Liberal Democratici, movimento nato il 1º ottobre 2007 e ispirato da Lamberto Dini, già Margherita, uscendo dal percorso costituente del PD.

Contemporaneamente alla costituente del PD, alcune forze socialiste e riformiste della coalizione hanno dato vita ad una costituente sfociata nella nascita del Partito Socialista Italiano.
L'8 dicembre 2007 è stato siglato un patto federativo tra i partiti della sinistra e della sinistra radicale (Rifondazione Comunista, Comunisti Italiani, Sinistra Democratica, Verdi) che ha dato origine a un soggetto denominato La Sinistra l'Arcobaleno.
Il 21 gennaio 2008 il partito dei Popolari-UDEUR è uscito dalla coalizione, dopo alcune vicende giudiziarie che hanno coinvolto il suo leader Clemente Mastella, dimessosi contestualmente da ministro della Giustizia.
Il 24 gennaio, l'UDEUR e i Liberal Democratici negano la fiducia al Governo Prodi in Senato.

## Storia

### Prima de L'Unione: la Grande Alleanza Democratica
L'11 ottobre 2004 venne costituita una coalizione di centrosinistra che allargava i confini de L'Ulivo a Italia dei Valori e Rifondazione Comunista assumendo il nome di Grande Alleanza Democratica (o GAD).
Della GAD fecero parte Democratici di Sinistra, Democrazia è Libertà - La Margherita, Socialisti Democratici Italiani, Federazione dei Verdi, Partito dei Comunisti Italiani, Partito della Rifondazione Comunista, Italia dei Valori e Movimento Repubblicani Europei.
Parallelamente, la denominazione de l'Ulivo veniva ad indicare non più il vasto schieramento del centro-sinistra, bensì la formazione unitaria costituita da DS e Margherita presentata alle elezioni europee del 2004. Tale scambio suscitò comunque alcune reazioni da parte della Federazione dei Verdi.
Il 10 febbraio 2005 la GAD lascia il posto a l'Unione, della quale Prodi rende subito noto il simbolo dell'emiciclo arcobaleno.

### Elezioni regionali del 2005
Il primo appuntamento elettorale in cui viene presentato il simbolo dell'Unione sono le elezioni regionali del 2005, mentre il Paese è governato dalla Casa delle Libertà di Silvio Berlusconi: l'appuntamento elettorale si rivela un successo per la coalizione, che risulta vincente in 12 regioni su 14. Il centrosinistra si conferma al governo delle regioni che già aveva conseguito cinque anni prima, in più strappa alla CdL il Piemonte, la Liguria, l'Abruzzo, la Calabria e riesce a prevalere anche in regioni incerte come il Lazio e la Puglia.

### Elezioni primarie
L'ipotesi delle primarie per la scelta del leader della coalizione e, dunque, di chi sarebbe stato indicato come Presidente del Consiglio dei ministri in caso di vittoria alle elezioni politiche del 2006 è a lungo oggetto di discussione fra i partiti che aderiscono alla coalizione. Lanciata inizialmente dallo stesso Romano Prodi allo scopo di garantire al leader un supporto popolare diretto, la proposta venne accantonata subito dopo la schiacciante vittoria dell'Unione alle elezioni regionali.
Tuttavia, la recente nascita della "Federazione dell'Ulivo", che rappresenta la formazione cui idealmente appartiene Romano Prodi (alla quale avevano aderito i DS, la Margherita e lo SDI) va incontro ad un periodo di crisi: lo SDI si allontana dal progetto, mentre la Margherita in un primo momento si oppone alla presentazione di liste unitarie alle elezioni politiche. Così, nell'ipotesi di vedere sfumare il progetto ulivista, nel maggio 2005 lo stesso Prodi rilancia la proposta di svolgere le consultazioni primarie, sul modello americano, per avere un'approvazione popolare.
I responsabili politici dei partiti dell'Unione firmano, l'11 luglio 2005, il "regolamento quadro per le primarie". Con tale atto si dà inizio ai processi che portano allo svolgimento della prima elezione primaria nazionale mai tentata in Italia, inizialmente prevista per i giorni 8 e 9 ottobre 2005. In seguito si sceglie di rimandare tutto di una settimana e di fissarne la data al 16 ottobre 2005.
Sin dalla prima proposta di tenere elezioni primarie, Fausto Bertinotti, segretario di Rifondazione Comunista, aveva annunciato la sua intenzione di candidarsi in contrapposizione a Romano Prodi. Intenzioni simili erano state manifestate anche da Alfonso Pecoraro Scanio, leader dei Verdi, e da Antonio Di Pietro, presidente di Italia dei Valori. Solo dopo l'ufficializzazione dell'adozione delle primarie da parte dell'Unione anche Clemente Mastella, segretario dei Popolari UDEUR, annuncia la sua candidatura sostenendo di voler presidiare il centro.
Successivamente anche il critico d'arte Vittorio Sgarbi ed il manager Ivan Scalfarotto presentano la loro disponibilità a competere: il primo, però, non può farlo in quanto una regola delle primarie impedisce la candidatura a chi ha fatto parte degli ultimi due governi Berlusconi (Sgarbi ne è stato sottosegretario fino a giugno del 2002). A sorpresa, invece, ed in atteggiamento nettamente curioso rimbalza all'ultimo minuto (15 settembre, termine ultimo per la presentazione) la candidatura di Simona Panzino, che si presenta in veste di prestanome di un candidato "senza volto", un rappresentante dei centri sociali, mostrandosi in pubblico col capo coperto da un passamontagna color arcobaleno.
Questi, dunque, i sette candidati in competizione (ordine alfabetico):
- Fausto Bertinotti (PRC);
- Antonio Di Pietro (IDV);
- Clemente Mastella (UDEUR);
- Simona Panzino (no global);
- Alfonso Pecoraro Scanio (Verdi);
- Romano Prodi (Ulivo);
- Ivan Scalfarotto (Libertà e Giustizia).

La parte più consistente della coalizione sostiene, comunque, la candidatura di Romano Prodi: i partiti della Fed (DS, DL, SDI), ma anche i Comunisti Italiani e gruppi indipendenti consumatori, Partito Socialista Democratico Italiano e socialisti.

#### Composizione dei comitati
- Ufficio di Presidenza: Vannino Chiti (coordinatore), Milena Mosci (segretario);
- Comitato dei Garanti: Stefano Rodotà (presidente), Pietro Carotti, Stefano Ceccanti, Ida Maria Dentamaro, Gianni Ferrara, Erik Furno, Susanna Mancini;
- Ufficio tecnico amministrativo: Nicodemo Oliverio (direttore), Pino Bicchielli, Stefano Boco, Salvatore Bonadonna, Pierluigi Brunelli, Checca Catone, Sandra Cerusico, Gerardo Labellarte, Silvana Mura, Ignazio Vacca.

### Elezioni politiche del 2006

#### Programma elettorale

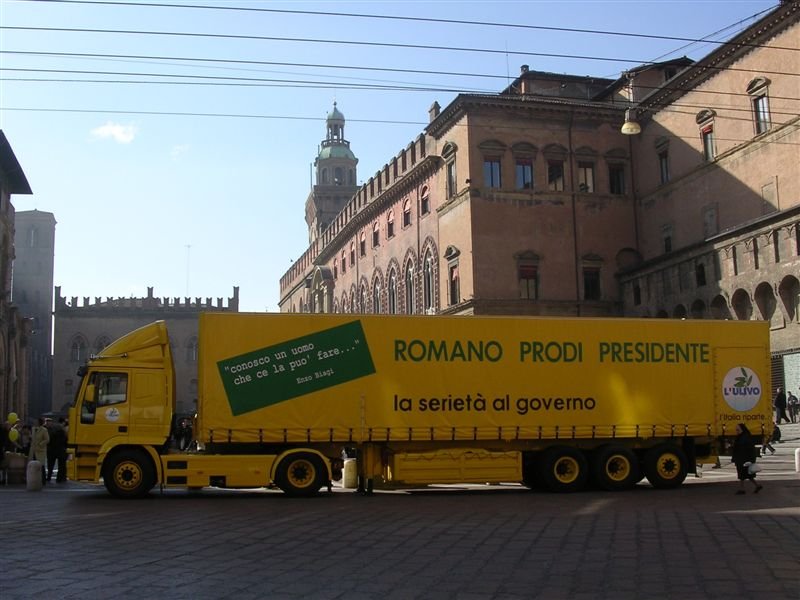
Campagna elettorale 2006, piazza Maggiore, Bologna, febbraio 2006

Superando i contrasti interni alla coalizione, l'Unione presenta dunque un programma di governo liberamente scaricabile dai siti di tutti i partiti che la compongono. Il programma del centro-sinistra, intitolato in maniera abbastanza emblematica "Per il bene dell'Italia", si presenta in 281 pagine ed è basato su 13 punti fondamentali:
- Rivalorizzazione delle istituzioni della Repubblica;
- Una pubblica amministrazione di qualità;
- Riforma della Giustizia;
- Sicurezza dei cittadini;
- Una politica estera solidale:

per valorizzare il ruolo dell'Italia come ago della bilancia nelle relazioni internazionali,
per favorire la pace,
per combattere il terrorismo internazionale;
- Una politica economica alternativa:

aumento e miglioramento degli investimenti in ricerca e innovazione,
una nuova politica energetica (basata sulle fonti rinnovabili e il nucleare pulito) (iniziato a scrivere già nel 2003 da un gruppo di lavoro coordinato da Paolo degli Espinosa (DS)
valorizzazione e tutela dei prodotti "made in Italy",
nuove politiche per l'agricoltura,
valorizzazione dell'Italia come paese turistico;
- Riforma del Welfare e lotta al precariato:

superamento della legge 30,
riforma del sistema degli ammortizzatori sociali,
lotta al lavoro nero,
difesa del potere d'acquisto di salari e pensioni,
una previdenza sicura;
- Lotta all'evasione fiscale;
- Il Mezzogiorno come risorsa;
- Riforma della scuola e dell'Università;
- Nuove e più solidali politiche sull'immigrazione;
- Un'informazione più libera e pluralista;
- Valorizzazione del ruolo della cultura.

Il percorso intrapreso dalla coalizione per la stesura del programma non è privo di polemiche tra le varie forze politiche. Tra i punti del programma che creano maggiori discussioni ci sono le modalità di riconoscimento delle unioni di fatto. Due sono, infatti, le proposte discusse nelle varie conferenze programmatiche: quella proposta da DS, PRC, Verdi, PDCI e Rosa nel Pugno che si rifà al modello francese dei PACS e quella più moderata della Margherita a favore del riconoscimento di certi diritti, ma contraria alla creazione di un nuovo istituto alternativo a quello del matrimonio. Alla fine ha trionfato una mediazione che prevede l'obiettivo di istituire delle "unioni civili" ma non propriamente dei PACS. Restano insoddisfatti Emma Bonino, che abbandona polemicamente la discussione, delusa anche per lo scarso interesse degli altri partiti alla sua proposta di abolizione dei finanziamenti alle scuole private; insoddisfatto - per l'opposto motivo - Clemente Mastella che esprime la sua contrarietà ad una legislazione in materia.
Altro punto di discordia all'interno dell'Unione sono le grandi opere. Tutte le forze politiche sono concordi nel fermare l'iter processuale per la costruzione del Ponte sullo Stretto di Messina e a favore di altri progetti essenziali per i collegamenti con il resto d'Europa quali il Gottardo ed il Brennero. Tuttavia, all'interno del programma non si fa esplicito riferimento alla TAV in Val di Susa e la cosa viene particolarmente criticata da Il Sole 24 ore che parla di "coltre di silenzio" da parte dell'Unione che aveva già evidenziato le sue divisioni sulla Torino-Lione in occasione delle manifestazioni organizzate dalle popolazioni della Val di Susa (vedi NO TAV). Dibattuta la questione tra coloro che la ritengono un'opera essenziale per le comunicazioni tra l'Italia e il resto d'Europa e chi sostiene che sia un inutile spreco di soldi, oltre che uno scempio dal punto di vista ambientale.
I leader dell'Unione cominciano la campagna elettorale per le elezioni politiche proprio con la presentazione del programma al teatro Eliseo, a Roma, l'11 febbraio. Grande assente alla cerimonia è proprio la Rosa nel Pugno, in polemica col resto dell'alleanza per il mancato riconoscimento di alcune sue proposte nel programma. Nonostante ciò, Enrico Boselli assicura che la Rosa nel Pugno sottoscriverà il programma dell'Unione, pur con l'obiettivo di "migliorarlo".
L'eterogeneità della coalizione e i litigi tra i vari esponenti sono sempre al centro delle critiche degli avversari, ma anche di molti militanti e simpatizzanti del centrosinistra che nell'era di internet esprimono il loro disappunto nei tantissimi forum politici presenti sulla rete. Altri dichiarano, invece, di vedere questi contrasti interni come un valore e la testimonianza della presenza di un dibattito libero e democratico all'interno della coalizione di centrosinistra, in opposizione a quanto avviene in quella di centrodestra.

### Vittoria
La coalizione, dopo una campagna elettorale pressante, si presenta alle elezioni del 9 e 10 aprile 2006 e, al termine delle operazioni di scrutinio che danno il risultato incerto fino alla fine, può proclamare la vittoria. Romano Prodi, viste le tendenze degli exit-poll che davano l'Unione in profondo vantaggio, aveva programmato di fare un discorso nel pomeriggio ma, nel corso della giornata, la situazione quasi si ribalta e Prodi rinvia dunque l'annuncio a tarda notte.
Lo scarto, infatti, è di poche decine di migliaia di voti: alla Camera, l'Unione ottiene 19.002.598 voti (49,81%), mentre la Casa delle Libertà si ferma a 18.977.843 voti (49,74%). Il risultato consente, tuttavia, all'Unione di ottenere il premio di maggioranza (così come stabilito nella legge elettorale varata pochi mesi prima) che garantisce stabilità. La stessa situazione non si crea al Senato: qui il centrosinistra ottiene 16.725.077 voti (48,96%) mentre la CdL conquista 17.153.256 voti (50,21%). Computando anche i seggi ottenuti nella circoscrizione Estero e nei collegi uninominali del Trentino-Alto Adige e della Valle d'Aosta, l'Unione raggiunge la risicata maggioranza di 158 seggi contro i 156 del centrodestra.
All'interno della coalizione, è l'Ulivo il primo soggetto politico, che conquista il voto del 31,3% degli elettori: i Democratici di Sinistra sono il primo partito (17,5% al Senato) e la Margherita il secondo (10,7%). A seguire - secondo i risultati della Camera - ci sono Rifondazione Comunista (5,8%), la Rosa nel Pugno (2,6%), i Comunisti Italiani (2,3%), Italia dei Valori (2,3%), i Verdi (2,1%) e l'Udeur (1,4%). Le altre formazioni minori non riescono ad eleggere alcun parlamentare.

### La maggioranza in Parlamento
| Camera dei Deputati          | Camera dei Deputati | Camera dei Deputati             | Camera dei Deputati |
| Lista                        | Seggi               | Gruppo parlamentare             | Membri              |
| ---------------------------- | ------------------- | ------------------------------- | ------------------- |
| L'Ulivo                      | 220                 | L'Ulivo                         | 218                 |
| L'Unione estero              | 6                   | L'Ulivo                         | 218                 |
| Rif. Comunista               | 41                  | Rif. Comunista-Sinistra Europea | 41                  |
| Rosa nel Pugno               | 18                  | Rosa nel Pugno                  | 18                  |
| Comunisti Italiani           | 16                  | Comunisti Italiani              | 16                  |
| Italia dei Valori            | 16                  | Italia dei Valori               | 20                  |
| Italia dei Valori estero     | 1                   | Italia dei Valori               | 20                  |
| Verdi                        | 15                  | Verdi                           | 16                  |
| Popolari UDEUR               | 10                  | Popolari-UDEUR                  | 14                  |
| Südtiroler Volkspartei       | 4                   | Minoranze Linguistiche          | 5                   |
| Autonomie Liberté Democratie | 1                   | Minoranze Linguistiche          | 5                   |
| TOTALE                       | 348                 |                                 | 348 su 630          |

| Senato della Repubblica           | Senato della Repubblica | Senato della Repubblica         | Senato della Repubblica |
| Lista                             | Seggi                   | Gruppo parlamentare             | Membri                  |
| --------------------------------- | ----------------------- | ------------------------------- | ----------------------- |
| Democratici di Sinistra           | 62                      | L'Ulivo                         | 105                     |
| La Margherita                     | 39                      | L'Ulivo                         | 105                     |
| L'Ulivo Molise                    | 1                       | L'Ulivo                         | 105                     |
| L'Unione estero                   | 4                       | L'Ulivo                         | 105                     |
| Rif. Comunista                    | 27                      | Rif. Comunista-Sinistra Europea | 27                      |
| Insieme con l'Unione              | 11                      | Ins. con l'Unione Verdi-Pdci    | 11                      |
| Italia dei Valori                 | 4                       | Misto - Idv                     | 5                       |
| Popolari UDEUR                    | 3                       | Misto - Udeur                   | 3                       |
| Lista Consumatori                 | 1                       | Misto - Pdm                     | 1                       |
| L'Unione - Südtiroler Volkspartei | 5                       | Per le Autonomie                | 6                       |
| Autonomie Liberté Democratie      | 1                       | Per le Autonomie                | 6                       |
| TOTALE                            | 158                     |                                 | 158 su 315              |

### Governo Prodi II
Subito dopo le elezioni politiche, si svolgono le elezioni del nuovo presidente della repubblica, che portano al Quirinale Giorgio Napolitano, sostenuto dall'Unione. Il nuovo Capo dello Stato, il 17 maggio 2006, affida a Prodi l'incarico di formare il nuovo governo. Tra l'altro, per una singolarità degli eventi, Prodi aveva ricevuto il medesimo incarico esattamente dieci anni prima (il 17 maggio 1996).
In quella stessa data si svolge il giuramento dei ministri e il Governo si presenta alle Camere per ottenere la fiducia iniziale. Il primo passo, giorno 19 maggio, è al Senato, dove l'esecutivo ottiene la fiducia con 165 voti favorevoli contro 155: oltre ai senatori eletti nell'Unione, infatti, votano a favore anche tutti i senatori a vita. Il 23 maggio tocca alla Camera dei Deputati, dove la coalizione gode di un'ampia maggioranza che pone il suo sigillo definitivo alla nascita del Governo Prodi con 344 sì e 268 no.
Il sostegno dei senatori a vita, nel corso della legislatura, è più volte oggetto di polemiche da parte dell'opposizione che, in alcune circostanze, accusa il Governo di non possedere una "maggioranza politica".
Il Governo incontra una prima crisi il 21 febbraio 2007, quando al Senato viene bocciata la relazione sulla politica estera (con particolare riferimento alla presenza italiana nelle forze NATO operanti in Afghanistan) presentata dal ministro e vicepremier Massimo D'Alema. La risoluzione della maggioranza ottiene 158 voti favorevoli, mentre il quorum da raggiungere è 160. Ritenendo che tale relazione avesse particolare carattere di indirizzo politico per l'esecutivo, il Presidente del Consiglio Prodi, nella stessa giornata, rassegna le sue dimissioni nelle mani Presidente della Repubblica Giorgio Napolitano.
Tuttavia, dopo tre giorni e dopo le formali consultazioni politiche, il Capo dello Stato respinge le dimissioni ed invita il Governo a presentarsi alle Camere per verificare la sussistenza del rapporto di fiducia. Contemporaneamente Prodi sottoscrive un patto (contenente 12 punti) con tutti i partiti della coalizione per individuare la base dei principali campi d'azione della nuova fase di governo. La crisi rientra con il voto di fiducia delle camere: il Senato, il 28 febbraio, si esprime con 162 favorevoli e 157 contrari; la Camera, il 2 marzo, chiude la crisi con 342 contro 253.

### Nascita del Partito Democratico
Nel frattempo, si concretizza la nascita del soggetto politico unitario perseguito da Romano Prodi come unità dei riformisti, al quale danno vita i due principali partiti dell'Unione, i Democratici di Sinistra (DS) e La Margherita (DL) con l'apporto di associazionismo e società civile. Nasce il Partito Democratico, che ripete l'esperienza delle elezioni primarie il 14 ottobre 2007 e individua in Walter Veltroni il suo segretario.

### Crisi di governo
Una seconda crisi è quella che si rivela fatale per il Governo dell'Unione. Il 16 gennaio 2008 il Ministro della Giustizia Clemente Mastella annuncia alla Camera le proprie dimissioni, dopo la disposizione degli arresti domiciliari per la propria consorte accusata di concussione, in un'inchiesta nella quale è coinvolto lo stesso Mastella insieme ad altri esponenti politici dell'UDEUR. Mastella chiede solidarietà alla coalizione, ritenendosi vittima dell'attacco di una parte della Magistratura: in un primo momento annuncia che il suo partito darà "appoggio esterno" al Governo, successivamente ritiene che si sia "rotto" il patto di coalizione assunto davanti agli elettori e chiede il ritorno alle urne, dichiarando che l'UDEUR abbandonava la maggioranza.
Prodi si presenta, dunque, in Parlamento: il 23 gennaio la Camera conferma la fiducia con l'astensione dei deputati dell'UDEUR (326 sì, 275 no) mentre il 24 gennaio il Senato rompe il rapporto di fiducia col Governo con 161 contrari e 156 favorevoli. Ad esprimersi contro sono 2 dei 3 senatori dell'UDEUR, ma anche Lamberto Dini e parte del suo movimento dei Liberal Democratici.
Il Capo dello Stato affida, dunque, un "mandato esplorativo" per verificare le condizioni per la formazione di un nuovo governo (che abbia come obiettivo principale la riforma della legge elettorale) al Presidente del Senato Franco Marini. Marini rimette però il mandato nelle mani del Capo dello Stato non raggiungendo alcuna intesa con il centrodestra e Napolitano indice le elezioni anticipate per il 13-14 aprile 2008.

### Fine dell'Unione
Le condizioni politiche in atto fanno ritenere conclusa l'esperienza dell'Unione. L'8 febbraio 2008, in un incontro tra PRC, PdCI, Verdi, SD e il Partito Democratico, quest'ultimo annuncia di voler mettere a fuoco la sua "vocazione maggioritaria" e di creare un'alleanza esclusivamente con le forze che aderiranno al proprio programma. Ne deriva una separazione tra la componente riformista e quella radicale, rappresentata dai partiti riuniti nella federazione de La Sinistra l'Arcobaleno. Nell'evoluzione delle alleanze per la campagna elettorale, il PD statuisce un'alleanza con l'Italia dei Valori e apre le proprie liste alla presenza di candidati radicali, con il presupposto di costituire un gruppo parlamentare unico del Partito Democratico e di siglare un unico programma. Il candidato premier è Walter Veltroni.
Con una lista autonoma, che candida a premier Fausto Bertinotti, si presentano i quattro partiti della Sinistra Arcobaleno. Resta fuori dalle alleanze il Partito Socialista che si presenta candidando premier Enrico Boselli, mentre l'UDEUR, dopo aver cercato accordi con la coalizione di Silvio Berlusconi, non si presenta alle elezioni.

## Ideologia
L'ideologia de L'Unione era molto eterogenea in quanto si proponeva di riunire sotto un'unica denominazione tutti i rami della Sinistra democratica italiana, dalla cosiddetta sinistra radicale (PRC, PdCI) al centrismo popolare (DCU, UDEUR), nel solco de L'Ulivo (membro della coalizione stessa). I valori comuni si ritrovavano comunque in un certo europeismo, nel riformismo, e nel progressismo, spaziando dalla socialdemocrazia al cristianesimo sociale, dal liberalismo sociale al radicalismo fino ad una riproposizione del comunismo.

## Gli appuntamenti elettorali
| Partito                         | Regionali 2005 | Politiche 2006 | Politiche 2006 |
| Partito                         | Regionali 2005 | Camera         | Senato         |
| ------------------------------- | -------------- | -------------- | -------------- |
| L'Ulivo                         | 34,2 (1)       | 31,3           | -              |
| Democratici di Sinistra         | 17,0 (2)       | -              | 17,5           |
| La Margherita                   | 13,1 (2)       | -              | 10,7           |
| Rifondazione Comunista          | 5,6            | 5,8            | 7,4            |
| Rosa nel Pugno                  | -              | 2,6            | 2,5            |
| Socialisti Democratici Italiani | 4,5 (2)        | -              | -              |
| Comunisti Italiani              | 2,7            | 2,3            | 4,2 (3)        |
| Italia dei Valori               | 1,4            | 2,3            | 2,9            |
| Verdi                           | 2,8            | 2,1            | 4,2 (3)        |
| UDEUR                           | 2,5            | 1,4            | 1,4            |

Dati espressi in %.

- (1) Lista presente in 9 regioni su 14.
- (2) Lista presente in 5 regioni su 14, altrimenti compresa nell'Ulivo.
- (3) Lista Insieme con l'Unione (Verdi, Pdci, Consumatori).

## Risultati elettorali de L'Unione
|                              | Voti            | %          | Seggi  |     |
| Politiche 2006               | Camera (Italia) | 19.001.684 | 49,805 | 340 |
| Camera (Estero)              | 459.454         | 47,102     | 7      |     |
| Senato (Italia)              | 16.725.077      | 48,958     | 148    |     |
| Senato (Trentino-Alto Adige) | 359.688         | 62,690     | 5      |     |
| Senato (Estero)              | 426.544         | 48,473     | 4      |     |